# Damián Barreiro
Damián Barreiro Maceiras (La Estrada, Pontevedra, España; 9 de agosto de 1984 - Avilés, España; 6 de febrero de 2025) fue un periodista y escritor español, ganador en tres ediciones del Premio Máximo Fuertes Acevedo de ensayo.

## Trayectoria
Se licenció en Periodismo en la Universidad del País Vasco y cursó un máster en Gestión Cultural en la Universidad Abierta de Cataluña. Además, en  la Universidad de Oviedo obtuvo el título de especialista universitario en «Asturias. Espacio, Patrimonio, Historia y Cultura».
En septiembre de 2017 se incorporó al equipo de Europa Press, cubriendo la información regional y local y encargándose del servicio de noticias en asturiano. Fue guionista de programas divulgativos sobre música, literatura e historia de Asturias en medios como la RTPA, Asturies.com o Les Noticies.
Era militante activo de la Xunta pola Defensa de la Llingua Asturiana. En Youtube, gestionaba el canal Horros & Frixuelos en el que analizaba las relaciones entre la cultura asturiana y la cultura pop contemporánea.

## Reconocimientos
Ganó en tres ocasiones el Premio Máximo Fuertes Acevedo de ensayo en asturiano que concede la Consejería de Cultura, Política Lingüística y Turismo del Principado de Asturias. En 2014, lo hizo con su obra Caleya Sésamu: el papel de la televisión na tresmisión interxeneracional de la llingua, en 2018 con Asturploitation y en 2022 con Asturianía kitsch: decálogu de la cultura pop ástur. A lo largo de su trayectoria, fue reconocido con otros galardones por sus ensayos sobre lengua asturiana y cultura audiovisual.
En febrero de 2025, con motivo de su fallecimiento, recibió un homenaje del Congreso Mundial de Cultura Asturiana, celebrado en Oviedo.